# 基萨尔岛

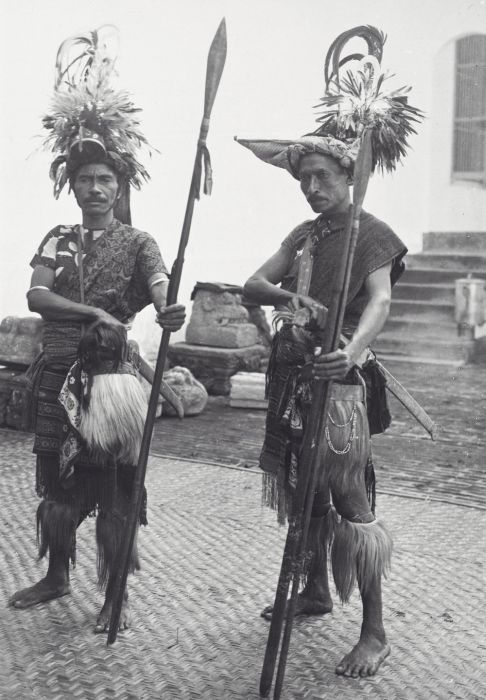
基萨尔战士

基萨尔岛（印尼语：Pulau Kisar）是印度尼西亚马鲁古群岛中西南群岛的一个小岛，行政上隶属马鲁古省西南马鲁古县，本县最大城市翁雷利位于岛内。基萨尔岛也是印度尼西亚政府2005年公布的92个离岛之一。
基萨尔岛位于帝汶岛的东北部，在地质构造的活跃区，岛上发现有帝汶巨蜥。居民主要使用奥伊拉塔语和基萨尔语。
1665年，荷兰东印度公司在岛上建立了一个军事基地。1795年，基萨尔岛属英国统治，1803年改由荷兰\法国统治，1810年又由英国统治。1817年，基萨尔岛回到荷兰统治之下，直到1819年荷兰放弃此地的哨所。此后，基萨尔与葡萄牙统治下的帝汶保持密切联系。二战结束后、印尼独立后，该岛暂时视为南马鲁古共和国的一部分，最终并入统一的印度尼西亚。
约翰·贝克尔·基萨尔机场在岛东北，有航班飞往安汶、泗水、古邦等地，游客亦可乘船前往基萨尔岛。

## 资料来源
1. ↑  .   [2017-04-11]. （原始内容存档于2012-03-28）.
2. ↑  .   [2017-04-11]. （原始内容存档于2012-03-31）.
3. ↑  .   [2017-04-11]. （原始内容存档于2012-10-18）.